# Rotație în spațiul euclidian cvadridimensional
În matematică, grupul rotațiilor în spațiul euclidian cvadridimensional este notat SO(4). Numele provine din faptul că este grupul ortogonal special de ordinul 4.
În acest articol prin rotație se înțelege o deplasare de rotație față de un punct fix. Din motive de unicitate, se presupune că unghiurile de rotație se află în intervalul {\displaystyle [0,\pi ]}, cu excepția cazurilor în care se precizează altceva sau rezultă clar din context. Un "plan fix" este un plan în care fiecare vector din plan rămâne neschimbat după rotație. Un "plan invariant" este un plan în care fiecare vector din plan rămâne în plan după rotație.

## Geometria rotațiilor în 4 dimensiuni
În 4 dimensiuni rotațiile sunt de două feluri: simple și duble

### Rotații simple
O rotație simplă R în jurul centrului de rotație O păstrează fix întregul plan A față de O. Orice plan B care este complet ortogonal cu A intersectează A într-un punct P. Orice asemenea punct P este centrul unei rotații bidimensionale deretminată în B de R. Toate aceste rotații bidimensionale au același unghi de rotație α.
Semidreptele din O în planul axei A nu sunt deplasate; semidreptele din O ortogonale la A sunt rotite cu unghiul α; toate celelalte semidrepte sunt rotite cu un unghi mai mic decât α.

### Rotații duble

Proiecție stereografică a unui tesseract, într-o rotație dublă

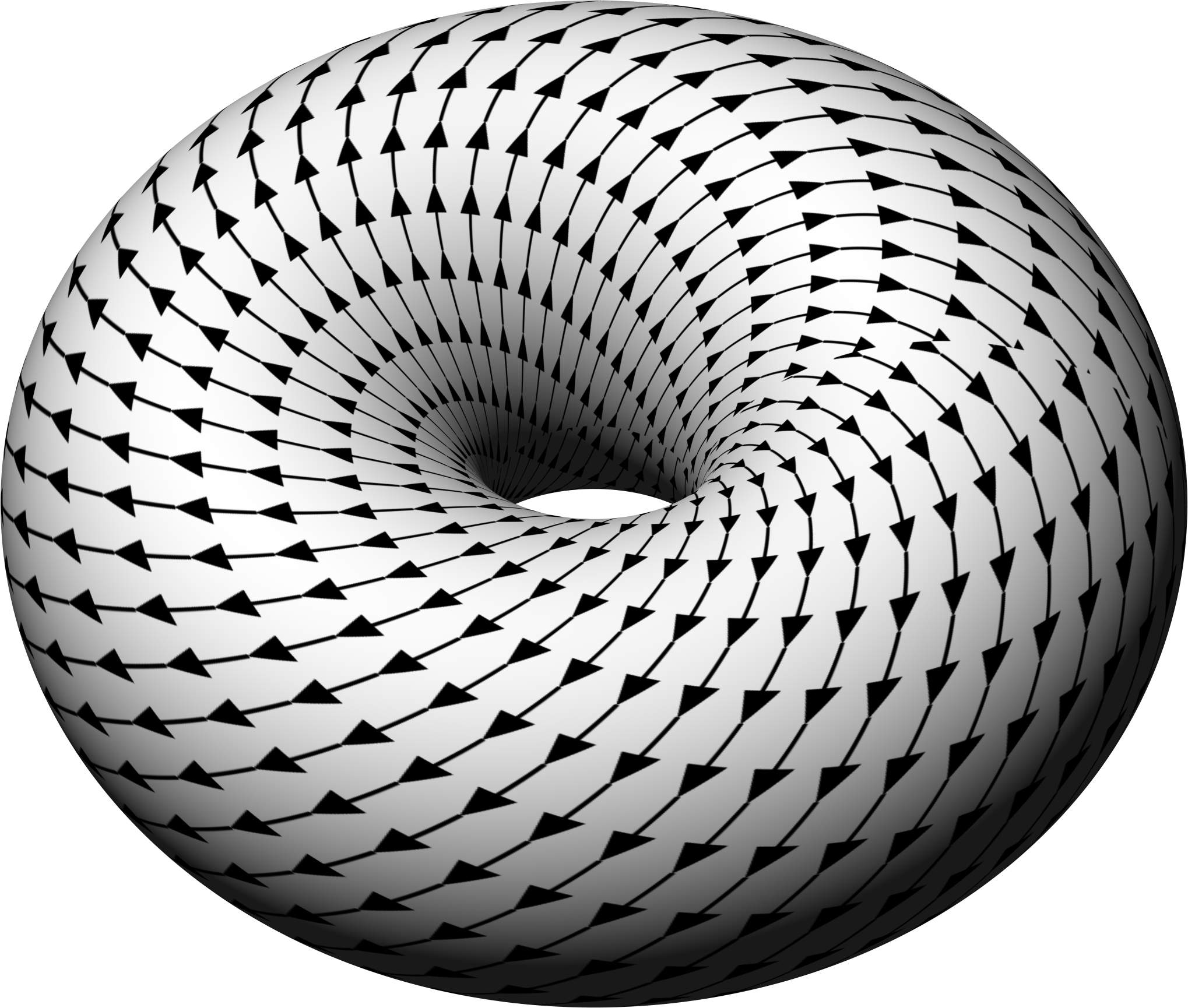
O proiecție stereografică în 3D a unui tor Clifford cvadridimesnional arată ca un tor, iar o rotație dublă poate fi văzută ca o mișcare elicoidală pe acel tor. Pentru o rotație la care raportul celor două unghiuri de rotație este un număr rațional, la un moment dat calea mișcării se va închide, dar dacă acest raport este un număr irațional calea mișcării nu se va închide niciodată. O rotație izoclinică va forma un cerc Villarceau pe tor, în timp ce o rotație simplă va forma un cerc paralel cu, sau perpendicular pe axa centrală.

La fiecare rotație R din 4-spațiu (fixând originea), există cel puțin o pereche de 2-plane ortogonale A și B, fiecare din ele fiind invariant, iare suma lor directă A ⊕ B fiind întregul 4-spațiu. Prin urmare o rotație R produce în aceste plane o rotație obișnuită. Pentru aproape orice R (în toate seturile de rotații 6-dimensionale cu excepția subsetului 3-dimensional), unghiurile de rotație α în planul A și β în planul B — presupunând că niciunul nu este zero — sunt diferite. Unghiurile de rotație inegale α și β satisfying −π < α, β < π sunt aproape unic determinate de R. Presupunând că 4-spațiul este orientat, atunci orientările celor 2-plane A și B pot fi alese în concordanță cu această orientare în două moduri. Dacă unghiurile de rotație sunt inegale (α ≠ β), R este uneori denumită „rotație dublă”.
În acest caz al dublei rotații, A și B sunt singura pereche de plane invariante, iar semidreptele din orrigine din A, B sunt rotite cu unghiurile α respectiv β, iar semidreptele din origine care nu sunt în A sau B sunt rotite cu unghiuri strict între α și β.

#### Rotații izoclinice
Dacă unghiurile de rotație ale unei duble rotații sunt egale, atunci există infinit de multe plane invariante în loc de doar două, iar toate semidreptele din O sunt rotite cu același unghi. Astfel de rotații se numesc izoclinice, rotații echiunghiulare sau deplasări Clifford. De notat că nu toate planele prin O sunt invariante sub rotații izoclinice; numai planele care sunt generate de semidrepte, iar deplasarea acelor semidrepte este invariantă.
Presupunând că a fost aleasă o orientare fixă pentru spațiul 4-dimensional, rotațiile izoclinice cvadridimensionale pot fi împărțite în două categorii. Pentru a vedea acest lucru, fie o rotație izoclinică R și un set ordonat conform orientării semidreptelor reciproc perpendiculare OU, OX, OY, OZ în O (notate ca OUXYZ) astfel încât OU și OX generează un plan invariant, și, prin urmare, OY și OZ generează și ele un plan invariant. Acum, se presupune că este specificat doar unghiul de rotație α. Apoi, în general, există patru rotații izoclinice în planele OUX și OYZ cu unghiul de rotație α, în funcție de sensurile rotațiilor din OUX și OYZ.
Se face covenția că sensurile rotațiilor de la OU la OX și de la OY la OZ sunt cele pozitive. Atunci vor exista patru rotații R1 = (+α, +α), R2 = (−α, −α), R3 = (+α, −α) și R4 = (−α, +α). R1 șiR2 sunt una inversa celeilalte, la fel și R3 și R4. cât timp α se află între 0 și {\displaystyle \pi ,} aceste patru rotații vor fi diferite.
Rotațiile izoclinice cu semne similare sunt notate ca izoclinice la stânga, iar cele cu semne opuse ca izoclinice la dreapta. Rotațiile izoclinice la stânga și la dreapta sunt reprezentate, respectiv, prin înmulțirea la stânga și la dreapta cu cuaternioni unitate (v. mai jos).
Cele patru rotații sunt diferite în perechi, cu excepția cazului în care {\displaystyle \alpha =0} sau {\displaystyle \alpha =\pi .} Unghiul {\displaystyle \alpha =0} corespunde rotației identice (fără rotație), iar {\displaystyle \alpha =\pi } corespunde cu simetria față de centru, dată de negativul matricei unitate. Aceste două elemente ale {\displaystyle \mathrm {SO(4)} } sunt singurele care sunt simultan izoclinice și la stânga și la dreapta.
Rotațiile izoclinice la stângă și la dreaptă definite mai sus par să depindă de rotația izoclinică specifică care a fost aleasă. Totuși, dacă se alege o altă rotație izoclinică R′, cu propriile axe OU′, OX′, OY′, OZ′, apoi se poate alege oricând ordinea (printr-o permutare pară) a U′, X′, Y′, Z′ astfel încât OUXYZ să poată fi transformată în OU′X′Y′Z′ printr-o rotație mai degrabă decât printr-o rotație-reflexie (adică astfel încât baza ordonată OU′, OX′, OY′, OZ′ să fie și ea compatibilă cu aceeași alegere fixă a orientării ca și cea a OU, OX, OY, OZ). Prin urmare, odată ce s-a ales o orientare (adică un sistem OUXYZ de axe care este considerat pe dreapta), se poate determina caracterul pe stânga sau pe dreapta a unei rotații izoclinice specifice.

### Structura grupului SO(4)
{\displaystyle \mathrm {SO(4)} } este un grup Lie 6-dimensional compact necomutativ.
Fiecare plan care trece prin centrul de rotație O este planul axei unui subgrup comutativ izomorf cu {\displaystyle \mathrm {SO(2)} }. Toate aceste subgrupuri sunt reciproc conjugate în {\displaystyle \mathrm {SO(4)} }.
Fiecare pereche de planuri complet ortogonale prin O este perechea de planuri invariante ale unui subgrup comutativ al {\displaystyle \mathrm {SO(4)} } izomorf cu {\displaystyle \mathrm {SO(2)\times SO(2)} }.
Aceste grupuri sunt toruri maxime ale {\displaystyle \mathrm {SO(4)} }, care se conjugă reciproc în {\displaystyle \mathrm {SO(4)} }.
Toate rotațiile izoclinice pe stânga formează subgrupul necomutativ {\displaystyle \mathrm {S_{L}^{3}} } al {\displaystyle \mathrm {SO(4)} } care este izomorf cu grupul multiplicativ {\displaystyle \mathrm {S^{3}} } al cuaternionilor unitate. Toate rotațiile izoclinice pe dreapta formează subgrupul necomutativ {\displaystyle \mathrm {S_{R}^{3}} } al {\displaystyle \mathrm {SO(4)} } care este izomorf cu grupul multiplicativ {\displaystyle \mathrm {S^{3}} }. Ambele {\displaystyle \mathrm {S_{L}^{3}} } și {\displaystyle \mathrm {S_{R}^{3}} } sunt subgrupuri maximale ale {\displaystyle \mathrm {SO(4)} }.
Fiecare rotație izoclinică pe stânga comută cu fiecare rotație izoclinică pe dreapta. Astea implică faptul că există produsul direct de grupuri {\displaystyle \mathrm {S_{L}^{3}\times S_{R}^{3}} }, ambele grupuri factor sunt izomorfe cu alți factori ai produsului direct, adică izomorfe cu {\displaystyle \mathrm {S^{3}} }. (Acesta nu este {\displaystyle \mathrm {SO(4)} } sau un subgrup al său, deoarece {\displaystyle \mathrm {S_{L}^{3}} } și {\displaystyle \mathrm {S_{R}^{3}} } nu sunt disjuncte: fiecare dintre identitatea I și inversa față de centru −I aparțin ambelor {\displaystyle \mathrm {S_{L}^{3}} } și {\displaystyle \mathrm {S_{R}^{3}} }.)
Fiecare rotație cvadridimensională A este în două feluri produsul rotațiilor izoclinice pe stânga și pe dreapta AL și AR. AL și AR sunt determinate împreună de inversarea față de centru, adică atunci când ambele AL și AR sunt inversate față de centru produsul lor este tot A.
Asta implică faptul că {\displaystyle S_{L}^{3}\times S_{R}^{3},} este grupul de acoperire universal al {\displaystyle \mathrm {SO(4)} } — este unicul grup de dublă acoperire — și atunci {\displaystyle \mathrm {S_{L}^{3}} } și {\displaystyle \mathrm {S_{R}^{3}} } sunt subgrupuri normale ale {\displaystyle \mathrm {SO(4)} }. Rotația identică (nulă) I și inversa sa față de centru −I formează grupul {\displaystyle \mathrm {C_{2}} } de ordinul 2, care este centrul {\displaystyle \mathrm {SO(4)} } și al ambelor {\displaystyle \mathrm {S_{L}^{3}} } și {\displaystyle \mathrm {S_{R}^{3}} }. Centrul unui grup este un subgrup normal al grupului. Grupul factor al {\displaystyle \mathrm {C_{2}} } în {\displaystyle \mathrm {SO(4)} } este izomorf cu {\displaystyle \mathrm {SO(3)\times SO(3)} }. Grupul factor al {\displaystyle \mathrm {S_{L}^{3}} } față de {\displaystyle \mathrm {C_{2}} } și al {\displaystyle \mathrm {S_{R}^{3}} } față de {\displaystyle \mathrm {C_{2}} } sunt fiecare izomorfe cu {\displaystyle \mathrm {SO(3)} }. Similar, grupul factor al {\displaystyle \mathrm {SO(4)} } față de {\displaystyle \mathrm {S_{L}^{3}} } și al {\displaystyle \mathrm {SO(4)} } față de {\displaystyle \mathrm {S_{R}^{3}} }sunt fiecare izomorfe cu {\displaystyle \mathrm {SO(3)} }.
Topologia {\displaystyle \mathrm {SO(4)} } este aceeași cu a grupului Lie {\displaystyle \mathrm {SO(3)\times Spin(3)=SO(3)\times SU(2)} ,} adică cu spațiul {\displaystyle \mathbb {P} ^{3}\times \mathbb {S} ^{3},} unde {\displaystyle \mathbb {P} ^{3}} este spațiul proiectiv real cu dimensiunea 3 iar {\displaystyle \mathbb {S} ^{3}} este o 3-sferă. Este de remarcat faptul că deși {\displaystyle \mathrm {SO(4)} } este un grup Lie, el nu este un produs direct de grupuri Lie, ca urmare nu este izomorf cu {\displaystyle \mathrm {SO(3)\times Spin(3)=SO(3)\times SU(2)} }.

### O proprietate particulară a SO(4) printre grupurile de rotații în general
Grupurile de rotații impare nu conțin inversarea față de centru și sunt grupuri simple.
Grupurile de rotații pare conțin inversarea față de centru –I și au grupul {\displaystyle I=C_{2}={I,-I}} ca centru. Pentru n ≥ 6 par, {\displaystyle \mathrm {SO(n)} } este aproape simplu prin aceea că grupul factor {\displaystyle \mathrm {SO(n)/C_{2}} } al {\displaystyle \mathrm {SO(n)} } față de centrul său este un grup simplu.
{\displaystyle \mathrm {SO(4)} } este diferit: nu există o conjugare a niciunui element al {\displaystyle \mathrm {SO(4)} } care să transforme rotațiile izoclinice pe stânga și pe dreapta una în cealaltă. Reflexiile transformă o rotație izoclinică pe stânga într-una izoclinică pe dreapta prin conjugare și invers. Acest lucru implică faptul că în grupul O(4) al tuturor izometriilor cu punct fix O subgrupurile distincte {\displaystyle \mathrm {S_{L}^{3}} } și {\displaystyle \mathrm {S_{R}^{3}} } se conjugă între ele, prin urmare nu pot fi subgrupuri normale ale {\displaystyle \mathrm {O(4)} }. Grupul de rotații 5-dimensional {\displaystyle \mathrm {SO(5)} } și toate grupurile de rotații superioare conțin subgrupuri izomorfe cu {\displaystyle \mathrm {O(4)} }. Ca și {\displaystyle \mathrm {SO(4)} }, toate grupurile de rotații uniforme conțin rotații izoclinice. Dar, spre deosebire de {\displaystyle \mathrm {SO(4)} }, în {\displaystyle \mathrm {SO(6)} } și în toate grupurile de rotații din dimensiuni superioare pare, oricare două rotații izoclinice cu același unghi sunt conjugate. Setul tuturor rotațiilor izoclinice nu este nici măcar un subgrup al {\displaystyle \mathrm {SO(2N)} }, darămite un subgrup normal.

## Algebra rotațiilor cvadridimensionale
De obicei {\displaystyle \mathrm {SO(4)} } este identificat drept grupul aplicațiilor liniare izometrice de conservare a orientării unui spațiu vectorial cvadridimensional cu produsul său interior asupra numerelor reale pe el însuși.
Cu privire la o bază într-un astfel de spațiu, {\displaystyle \mathrm {SO(4)} } este grupul de matrici ortogonale de ordinul 4 cu determinantul +1.

### Descompunere izoclinică
O rotație cvadridimensională dată de o matrice este descompusă într-o rotație izoclinică pe stânga și una pe dreapta după cum urmează. Fie:
{\displaystyle A={\begin{pmatrix}a_{00}&a_{01}&a_{02}&a_{03}\\a_{10}&a_{11}&a_{12}&a_{13}\\a_{20}&a_{21}&a_{22}&a_{23}\\a_{30}&a_{31}&a_{32}&a_{33}\\\end{pmatrix}}}
matricea sa în raport cu o bază ortonormală arbitrară.
Se calculează așa-numita „matrice asociată”:
{\displaystyle M={\frac {1}{4}}{\begin{pmatrix}a_{00}+a_{11}+a_{22}+a_{33}&+a_{10}-a_{01}-a_{32}+a_{23}&+a_{20}+a_{31}-a_{02}-a_{13}&+a_{30}-a_{21}+a_{12}-a_{03}\\a_{10}-a_{01}+a_{32}-a_{23}&-a_{00}-a_{11}+a_{22}+a_{33}&+a_{30}-a_{21}-a_{12}+a_{03}&-a_{20}-a_{31}-a_{02}-a_{13}\\a_{20}-a_{31}-a_{02}+a_{13}&-a_{30}-a_{21}-a_{12}-a_{03}&-a_{00}+a_{11}-a_{22}+a_{33}&+a_{10}+a_{01}-a_{32}-a_{23}\\a_{30}+a_{21}-a_{12}-a_{03}&+a_{20}-a_{31}+a_{02}-a_{13}&-a_{10}-a_{01}-a_{32}-a_{23}&-a_{00}+a_{11}+a_{22}-a_{33}\end{pmatrix}}}
M are rangul unu și este un vector 16-dimesnional cu norma euclidiană 1 dacă și numai dacă A este într-adevăr o matrice de rotație cvadridimensională. În acest caz există numere reale a, b, c, d și p, q, r, s astfel încât
{\displaystyle M={\begin{pmatrix}ap&aq&ar&as\\bp&bq&br&bs\\cp&cq&cr&cs\\dp&dq&dr&ds\end{pmatrix}}}
și
{\displaystyle (ap)^{2}+\cdots +(ds)^{2}=\left(a^{2}+b^{2}+c^{2}+d^{2}\right)\left(p^{2}+q^{2}+r^{2}+s^{2}\right)=1.}
Există doar două seturi de a, b, c, d și p, q, r, s astfel încât {\displaystyle a^{2}+b^{2}+c^{2}+d^{2}=1} și {\displaystyle p^{2}+q^{2}+r^{2}+s^{2}=1}. Ele sunt reciproc contrarii.
Matricea de rotație este apoi egală cu
{\displaystyle {\begin{aligned}A&={\begin{pmatrix}ap-bq-cr-ds&-aq-bp+cs-dr&-ar-bs-cp+dq&-as+br-cq-dp\\bp+aq-dr+cs&-bq+ap+ds+cr&-br+as-dp-cq&-bs-ar-dq+cp\\cp+dq+ar-bs&-cq+dp-as-br&-cr+ds+ap+bq&-cs-dr+aq-bp\\dp-cq+br+as&-dq-cp-bs+ar&-dr-cs+bp-aq&-ds+cr+bq+ap\end{pmatrix}}\\&={\begin{pmatrix}a&-b&-c&-d\\b&\;\,\,a&-d&\;\,\,c\\c&\;\,\,d&\;\,\,a&-b\\d&-c&\;\,\,b&\;\,\,a\end{pmatrix}}{\begin{pmatrix}p&-q&-r&-s\\q&\;\,\,p&\;\,\,s&-r\\r&-s&\;\,\,p&\;\,\,q\\s&\;\,\,r&-q&\;\,\,p\end{pmatrix}}.\end{aligned}}}
Aceasta este formula lui Van Elfrinkhof (1897). Primul factor în această descompunere reprezintă o rotație izoclinică la stânga, al doilea factor o rotație izoclinică la dreapta. Factorii sunt determinați până la matricea unitate de ordinul 4 negativă, adică inversarea față de centru.

### Relația cu cuaternionii
Un punct din spațiul cvadridimensional cu coordonatele carteziene (u, x, y, z) poate fi reprezentat de un cuaternion P = u + xi + yj + zk.
O rotație izoclinică la stânga este reprezentată de înmulțirea la stânga cu un cuaternion unitate QL = a + bi + cj + dk. În limbajul matricial–vectorial asta înseamnă
{\displaystyle {\begin{pmatrix}u'\\x'\\y'\\z'\end{pmatrix}}={\begin{pmatrix}a&-b&-c&-d\\b&\;\,\,a&-d&\;\,\,c\\c&\;\,\,d&\;\,\,a&-b\\d&-c&\;\,\,b&\;\,\,a\end{pmatrix}}{\begin{pmatrix}u\\x\\y\\z\end{pmatrix}}}
La fel, o rotație izoclinică la dreapta este reprezentată de înmulțirea la dreapta cu un cuaternion unitate QR = p + qi + rj + sk, care în formă matricial–vectorială este
{\displaystyle {\begin{pmatrix}u'\\x'\\y'\\z'\end{pmatrix}}={\begin{pmatrix}p&-q&-r&-s\\q&\;\,\,p&\;\,\,s&-r\\r&-s&\;\,\,p&\;\,\,q\\s&\;\,\,r&-q&\;\,\,p\end{pmatrix}}{\begin{pmatrix}u\\x\\y\\z\end{pmatrix}}.}
În secțiunea precedentă (descompunere izoclinică) se arată cum o rotație cvadridimensională oarecare este descompusă în factori izoclinici pe dreapta și pe stânga.
În limbajul cuaternionilor formula lui Van Elfrinkhof devine
{\displaystyle u'+x'i+y'j+z'k=(a+bi+cj+dk)(u+xi+yj+zk)(p+qi+rj+sk),}
sau, în formă simbolică,
{\displaystyle P'=Q_{\mathrm {L} }PQ_{\mathrm {R} }.\,}
După matematicianul German Felix Klein această formulă îi era cunoscută lui Cayley în 1854.
Înmulțirea cuaternionilor este asociativă. Prin urmare,
{\displaystyle P'=\left(Q_{\mathrm {L} }P\right)Q_{\mathrm {R} }=Q_{\mathrm {L} }\left(PQ_{\mathrm {R} }\right),\,}
ceea ce arată că rotațiile izoclinică la stânga și izoclinică la dreapta pot comuta.

### Valorile proprii ale matricilor de rotație cvadridimensională
Cele patru valori proprii ale unei matrice de rotație cvadridimensională apar în general ca două perechi conjugate de numere complexe cu modulul unitate. Dacă o valoare proprie este reală, trebuie să fie ±1, deoarece o rotație lasă neschimbat modulul unui vector. Conjugatul acelei valori proprii este, de asemenea, unitate, rezultând o pereche de vectori proprii care definesc un plan fix, astfel încât rotația este simplă. În notația cu cuaternioni, o rotație (fără inversare) în SO(4) este o rotație simplă dacă și numai dacă părțile reale ale cuaternionilor unitate QL și QR sunt egale ca mărime și au același semn. Dacă ambele sunt zero, toate valorile proprii ale rotației sunt unități, iar rotația este rotația nulă. Dacă părțile reale ale QL și QR nu sunt egale atunci toate valorile proprii sunt complexe, iar rotația este o rotație dublă.

### Formula Euler–Rodrigues pentru rotații cvadridimensionale
Spațiul obișnuit tridimensional este tratat în mod convenabil ca subspațiul cu sistemul de coordonate 0XYZ al spațiului cvadridimensional cu sistemul de coordonate UXYZ. Grupul său de rotații SO(3) este identificat cu subgrupul SO(4) format din matricile
{\displaystyle {\begin{pmatrix}1&\,\,0&\,\,0&\,\,0\\0&a_{11}&a_{12}&a_{13}\\0&a_{21}&a_{22}&a_{23}\\0&a_{31}&a_{32}&a_{33}\end{pmatrix}}.}
În formula lui Van Elfrinkhof, această restricție la trei dimensiuni duce la p = a, q = −b, r = −c, s = −d, sau în reprezentarea cu cuaternioni: QR = QL′ = QL−1.
În tridimensional matricea de rotație devine
{\displaystyle {\begin{pmatrix}a_{11}&a_{12}&a_{13}\\a_{21}&a_{22}&a_{23}\\a_{31}&a_{32}&a_{33}\end{pmatrix}}={\begin{pmatrix}a^{2}+b^{2}-c^{2}-d^{2}&2(bc-ad)&2(bd+ac)\\2(bc+ad)&a^{2}-b^{2}+c^{2}-d^{2}&2(cd-ab)\\2(bd-ac)&2(cd+ab)&a^{2}-b^{2}-c^{2}+d^{2}\end{pmatrix}},}
care este reprezentarea unei rotații tridimensionale prin parametrii Euler–Rodrigues: a, b, c, d.
Formula corespunzătoare cu cuaternioni P′ = QPQ−1, unde Q = QL, sau, în formă dezvoltată:
{\displaystyle x'i+y'j+z'k=(a+bi+cj+dk)(xi+yj+zk)(a-bi-cj-dk)}
este cunoscută drept formula Hamilton–Cayley.

### Generarea matricilor rotațiilor cvadridimensionale
Rotațiile cvadridimensionale pot fi deduse din formulele lui Rodrigues și Cayley. Fie A o matrice antisimetrică 4 × 4. Matricea antisimetrică A poate fi descompusă în mod unic în două matrici antisimetrice A1 și A2
{\displaystyle A=\theta _{1}A_{1}+\theta _{2}A_{2}}
având proprietățile A1A2 = 0, A13 = −A1 și A23 = −A2, unde ∓θ1i și ∓θ2i sunt valorile proprii ale A. Apoi matricele de rotație cvadridimensională pot fi obținute din matricile A1 și A2 cu formulele lui Rodrigues și Cayley.
Fie A o matrice antisimetrică 4 × 4 nenulă, cu valorile proprii
{\displaystyle \left\{\theta _{1}i,\,-\theta _{1}i,\,\theta _{2}i,\,-\theta _{2}i:{\theta _{1}}^{2}+{\theta _{2}}^{2}>0\right\}.}
Atunci A poate fi descompusă în
{\displaystyle A=\theta _{1}A_{1}+\theta _{2}A_{2}}
unde A1 și A2 sunt matrici antisimetrice cu proprietățile
{\displaystyle A_{1}A_{2}=A_{2}A_{1}=0,\qquad {A_{1}}^{3}=-A_{1},\quad {\text{și}}\quad {A_{2}}^{3}=-A_{2}.}
Mai mult, matricile antisimetrice A1 și A2 se obțin în mod unic drept
{\displaystyle A_{1}={\frac {{\theta _{2}}^{2}A+A^{3}}{\theta _{1}\left({\theta _{2}}^{2}-{\theta _{1}}^{2}\right)}}}
și
{\displaystyle A_{2}={\frac {{\theta _{1}}^{2}A+A^{3}}{\theta _{2}\left({\theta _{1}}^{2}-{\theta _{2}}^{2}\right)}}.}
Atunci,
{\displaystyle R=e^{A}=I+\sin \theta _{1}A_{1}+\left(1-\cos \theta _{1}\right){A_{1}}^{2}+\sin \theta _{2}A_{2}+\left(1-\cos \theta _{2}\right){A_{2}}^{2}}
este matricea de rotație în E4  generată de formula lui Rodrigues, cu setul valorilor proprii
{\displaystyle \left\{e^{\theta _{1}i},\,e^{-\theta _{1}i},\,e^{\theta _{2}i},\,e^{-\theta _{2}i}\right\}.}
De asemenea,
{\displaystyle R=(I+A)(I-A)^{-1}=I+{\frac {2\theta _{1}}{1+{\theta _{1}}^{2}}}A_{1}+{\frac {2{\theta _{1}}^{2}}{1+{\theta _{1}}^{2}}}{A_{1}}^{2}+{\frac {2\theta _{2}}{1+{\theta _{2}}^{2}}}A_{2}+{\frac {2{\theta _{2}}^{2}}{1+{\theta _{2}}^{2}}}{A_{2}}^{2}}
este o matrice de rotație în E4, care este generată de formula de rotație a lui Cayley, astfel încât setul de valori proprii ale R este
{\displaystyle \left\{{\frac {\left(1+\theta _{1}i\right)^{2}}{1+{\theta _{1}}^{2}}},{\frac {\left(1-\theta _{1}i\right)^{2}}{1+{\theta _{1}}^{2}}},{\frac {\left(1+\theta _{2}i\right)^{2}}{1+{\theta _{2}}^{2}}},{\frac {\left(1-\theta _{2}i\right)^{2}}{1+{\theta _{2}}^{2}}}\right\}.}
Matricea de rotație generatoare poate fi clasificată în funcție de valorile θ1 și θ2 după cum urmează:
1. dacă θ1 = 0 și θ2 ≠ 0 sau invers, atunci formulele generează rotații simple;
2. dacă θ1 și θ2 sunt nenule și θ1 ≠ θ2, atunci formulele generează rotații duble;
3. dacă θ1 și θ2 sunt nenule și θ1 = θ2, atunci formulele generează rotații izoclinice.

### Coordonate Hopf
Rotațiile în spațiul tridimensional pot fi făcute mult mai ușor de urmărit matematic prin utilizarea coordonatelor sferice. Orice rotație în tridimensional poate fi caracterizată printr-o axă de rotație fixă și un plan invariant perpendicular pe acea axă. Fără pierderea generalității, se poate considera planul xy ca plan invariant și axa z ca axă fixă. Deoarece distanțele radiale nu sunt afectate de rotație, ea se poate caracteriza prin efectul său asupra sferei unitate (2-sferă) prin coordonate sferice legate de axa fixă și planul invariant:
{\displaystyle {\begin{aligned}x&=\sin \theta \cos \phi \\y&=\sin \theta \sin \phi \\z&=\cos \theta \end{aligned}}}
Deoarece x2 + y2 + z2 = 1, punctele se află pe 2-sferă. Un punct aflat la {θ0, φ0} rotit cu unghiul φ în jurul axei z este specificată simplu prin {θ0, φ0 + φ}. În timp ce coordonatele hipersferice pot fi folosite pentru rotațiile cvadridimensionale, un sistem de coordonate și mai comod în spațiul cvadridimensional este cel al coordonatelor Hopf {ξ1, η, ξ2}, care sunt un set de trei coordonate unghiulare care specifică o poziție pe o 3-sferă. De exemplu:
{\displaystyle {\begin{aligned}u&=\cos \xi _{1}\sin \eta \\z&=\sin \xi _{1}\sin \eta \\x&=\cos \xi _{2}\cos \eta \\y&=\sin \xi _{2}\cos \eta \end{aligned}}}
Deoarece u2 + x2 + y2 + z2 = 1, punctele se află pe 3-sferă.
În spațiul cvadridimensional, fiecare rotație în jurul originii are două planuri invariante care sunt complet ortogonale între ele, se intersectează în origine și sunt rotite cu două unghiuri independente ξ1 și ξ2. Fără pierderea generalității, se pot alege planele uz respectiv xy ca plane invariante. O rotație cvadridimensională a unui punct {ξ10, η0, ξ20} cu unghiurile ξ1 și ξ2 este exprimată simplu în coordonatele Hopf drept {ξ10 + ξ1, η0, ξ20 + ξ2}.

## Vizualizarea rotațiilor cvadridimensionale

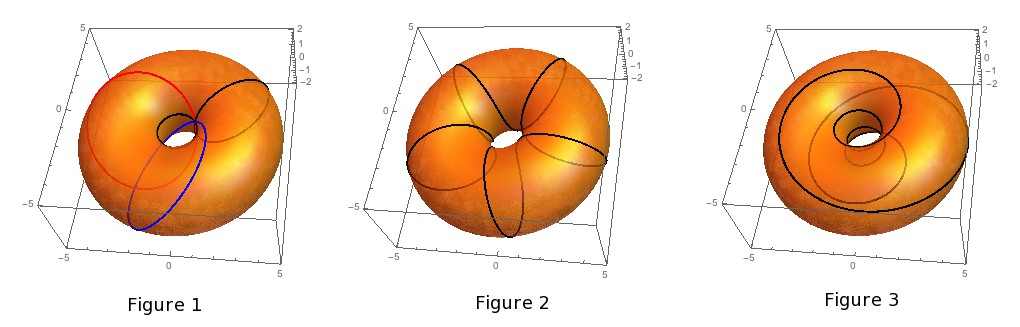
Traiectoriile unui punct pe un tor Clifford:
Fig. 1: rotație simplă (cu negru) și rotații izoclinice pe stânga și pe dreapta (cu roșu și albastru)
Fig. 2: O rotație generală cu un raport al unghiurilor de 1:5
Fig. 3: O rotație generală cu un raport al unghiurilor de 5:1
Toate imaginile sunt proiecții stereografice

Fiecare rotație în spațiul tridimensional are o axă invariantă, neschimbată de rotație. Rotația este complet specificată prin axa de rotație și unghiul de rotație în jurul ei. Fără pierderea generalității, această axă poate fi aleasă ca axa z a unui sistem de coordonate carteziene, permițând o vizualizare mai simplă a rotației.
În spațiul tridimensional, coordonatele sferice {θ, φ} pot fi văzute ca o expresie parametrică a unei 2-sfere. Pentru θ fix, ele descriu cercuri pe 2-sferă, care sunt perpendiculare pe axa z. Aceste cercuri pot fi privite ca traiectorii ale unui punct pe sferă. Un punct {θ0, φ0} pe sferă, rotit în jurul axei z, va urma o traiectorie {θ0, φ0+φ} deoarece unghiul φ variază. Traiectoria poate fi privită ca o rotație parametrică în timp, unde unghiul de rotație este liniar în timp: φ = ωt, ω  fiind viteza unghiulară.
Analog cazului tridimensional, fiecare rotație în spațiul cvadridimensional are cel puțin două plane ale axelor care sunt invariante la rotație și sunt complet ortogonale (adică se intersectează într-un punct). Rotația este complet specificată prin specificarea planelor axelor și a unghiurilor de rotație în jurul lor. Fără pierderea generalității, aceste plane de axe pot fi alese pentru a fi planele uz și xy ale unui sistem de coordonate carteziene, permițând o vizualizare mai simplă a rotației.
În spațiul cvadridimensional unghiurile Hopf {ξ1, η, ξ2} parametrizează 3-sfera. Pentru η fix ele descriu o parametrizare a unui tor ξ1 și ξ2, cu η = π/4 fiind un caz particular al unui tor Clifford în planele xy și uz. Aceste toruri nu sunt cele obișnuite din spațiul tridimensional. Deși au suprafețe bidimensionale statice, ele sunt cuprinse într-o 3-sferă. 3-sfera poate fi proiectată stereografic într-un spațiu tridimensional euclidian, iar atunci aceste toruri apar ca toruri de revoluție obișnuite. Se poate vedea că un punct specificat de {ξ10, η0, ξ20} supus unei rotații în planele uz și xy va rămâne pe torul specificat de η0. Traiectoria unui punct poate fi scrisă în funcție de timp drept {ξ10 + ω1t, η0, ξ20 + ω2t} și este proiectată stereografic pe torul său asociat ca în figurile de mai jos. În aceste figuri punctul inițial este {0, π/4, 0}, adică pe torul Clifford. În Fig. 1 două traiectorii ale unor rotații simple sunt colorate cu negru, iar traiectoriile rotațiilor izoclinice pe stânga și pe dreapta sunt colorate cu roșu, respectiv cu albastru. În Fig. 2 se arată o rotație generală în care ω1 = 1 și ω2 = 5, iar în Fig. 3 se artă o rotație generală în care ω1 = 5 și ω2 = 1.